# Завидов (Ровненская область)
Завидов (укр. Завидів) — село в Острожской городской общине Ровненского района Ровненской области Украины.
Население по переписи 2001 года составляло 94 человека. Почтовый индекс — 35825. Телефонный код — 3654. Код КОАТУУ — 5624286703.

## История
В 1946 г. Указом Президиума ВС УССР село Завидов-Чешский переименовано в Завидов.
До 2020 года входило в Острожский район.